# Walden Schmidt
Walden Michael Thoreau Schmidt-Harper  es un personaje de ficción en la comedia de CBS Two and a Half Men. Walden, es un multimillonario de Internet que llega a la casa de playa de Alan Jerome Harper en Malibú tras la muerte de Charlie Harper en la serie. Walden es interpretado por Ashton Kutcher. Él se convierte en el mejor amigo de Alan Jerome Harper.

## Biografía
Schmidt es un multimillonario y empresario informático, que recientemente se divorcia de una chica llamada Bridget y está muy afectado por la ruptura. Cuando Charlie Harper muere, su hermano Alan Harper pone la casa a la venta. Varias estrellas invitadas ven la casa, como también lo hace Schmidt. Él, al conocer a Alan y saber que han tenido una vida amorosa similar, se hacen amigos y decide comprar la casa, convirtiéndose en el personaje principal en la serie.
Su cumpleaños es el 12 de julio

## Producción
Kutcher fue anunciado como el reemplazo de Charlie Sheen para la serie el 13 de mayo de 2011, después que Sheen fuera despedido el 7 de marzo de 2011. El estreno de la novena temporada, titulado "Nice to Meet You, Walden Schmidt" (el primer episodio de Kutcher) fue filmado a mediados de agosto de 2011 y salió al aire el 19 de septiembre de 2011. Tuvo más de 27 millones de espectadores, siendo el episodio de mayor éxito en la serie.

## Relaciones románticas

### Bridget
Walden conoció a Bridget en la escuela secundaria, donde se enamoraron, y finalmente se casaron. Ella se casó con Walden cuando él no era multimillonario, por lo que sus intenciones eran nobles, tal como ella afirma al hablar con su novia Zoey que lo conoció cuando era rico. Tiene una muy buena relación con la madre de Walden, Robyn, como quedó demostrado cuando ambas se unen para eliminar a Walden como presidente de su compañía.
Ella lo echa de la casa antes del comienzo de la temporada 9, porque era demasiado inmaduro y se apoyó en ella más como una madre que como una esposa, y Walden queda devastado, llegando incluso a un intento de suicidio. Ella ha tratado de reconciliarse con Walden, pero en ese momento él empieza a salir con una mujer llamada Zoey. Es entonces cuando Bridget comienza a sentir celos y espiarlo, y conoce a una mujer llamada Rose que se compromete a llevarla bajo su ala como un acosador en prácticas. Finalmente comienza a salir con su amigo Billy Stanhope.
En la décima temporada, Walden llega a la conclusión de que volver a estar con Bridget sería una mala idea; en el episodio "Throgwarten Escuela Media Misterios," Walden fantasea con volver a estar con Bridget, con el resultado final de la eliminación de sus testículos y ponerlos en un pequeño cofre, llamándolos de ella. Se da cuenta entonces (después de imaginar a Alan discutiendo con él) que el comportamiento de control de Bridget fue la razón de que su primera relación fracasó.

### Zoey
Zoey Hyde Pierce-Tottingham es una mujer que comenzó a salir con Walden después de haberse conocido en un supermercado. Ella tiene una hija, Ava, que adora a Walden. Ella, como muchos, no soporta a Alan y cree que éste se aprovecha de bondad de Walden. Ella se preocupa mucho por Walden, pero puede ver sus debilidades. Al principio se niega a decir "Te Amo" a Walden, ya que cree que si lo dice algo va a salir mal en la relación. Finalmente lo hace, por lo que ambos son felices. Ella apoya a Walden cuando su madre y su exesposa tratan de apoderarse de su compañía, y finalmente ganan. Aunque se muestra decepcionada cuando Walden cambia el nombre de su empresa por Walden Ama Alan Empresas en lugar de Walden Ama Zoey Empresas. En la temporada 10 Walden le propone matrimonio, pero ella lo rechaza porque hay otro hombre. Comienza recortando imágenes de ella que pega por todas partes, incluso en las paredes del baño al que llama "la sala de Zoey". Cuando Ava le invita a su fiesta de cumpleaños Walden le regala un perro enorme, lo que molesta a Zoey. El perro se convierte en un dolor para ella, pero cuando trata de devolvérselo a Walden se entera de que el perro se ha comido su teléfono. Se encuentran de nuevo en un restaurante en el que ella está viendo a otro hombre, lo que hace que Walden y Zoey se sientan inseguros acerca de verse, y así se van.

### Rose
Aparentemente, Rose sigue acechando a la familia Harper (incluso después de la muerte de Charlie) y Walden es víctima de las circunstancias. Walden se encuentra con Rose en la barra de Pavlov, donde se revela a la audiencia que había estado espiando. Los dos se llevan bien, y cuando le cuenta a Alan que se han conocido éste se vuelve escéptico, diciéndole a Walden que ella es un problema. Sin embargo él comienza a salir con ella. Walden dice que con Rose  está teniendo el mejor sexo de su vida. Sin embargo las cosas se salen de control con ella cuando traslada todas sus pertenencias en la casa. Cuando Zoey le dice a Walden que quiere volver con él, Rose se enfada y utiliza a sus hurones para atacarlo, incluso dejándolos en su coche para atacarlo (aunque terminan atacando a Alan en su lugar). Ella va a Zoey y le cuenta que Walden la dejó embarazada, pero es sólo una mentira. Es vista por última vez acechando a Walden a través de su ventana. Cuando la novia de Walden después de Zoey se convierte en modelo de moda, Rose se las apaña para ser su agente y enviarla a Japón para alejarla de Walden. Cuando Alan y Lyndsey están teniendo una aventura con otra, un año después de estos acontecimientos, su novio contrata a un investigador para descubrir con quién se está viendo. El investigador es Rose, que informa Walden de que alguien está tratando de matarlo, y por eso se lo lleva a un motel para esconderse con ella. Se disculpan el uno al otro por todo el malestar que pueden haber causado entre sí, se besan y se acuestan juntos.

### Kate
Kate se reunió con Walden en Target, en la que él se presentó como Sam Wilson, vestido con ropas de Alan y mirando en la tienda mientras se hacía pasar por pobre para encontrar a alguien que no sólo lo quisiera por su dinero. "Sam" y Kate se cayeron bien y comienzan a salir juntos. Cuando ve donde vive Walden, donde se pretende que Alan es su rico propietario, ella toma una aversión a Alan y así le pide que se mude con ella en su apartamento. Ella le pide que encuentre un trabajo, así que va a vender árboles de Navidad. Él intenta adquirir una máquina de coser, pero ella le advierte que él no podría, aunque termina consiguiéndolo y le dice a Kate que no debe haber más mentiras. Kate se preocupa mucho por Sam, por esto Walden trata de ser romántico, al colgar una pieza de brócoli ya que no tenía muérdago. Walden donó $ 100.000 a Kate para poner en marcha un negocio de diseño de moda, aunque ella pensó que Alan lo había hecho.  Alan trató de utilizar el truco de donar solamente la mitad y mantener la otra mitad para sí mismo. Kate se dirigió a la ciudad de Nueva York para preparar un desfile de moda para sus trajes. Semanas más tarde, Sam Wilson llegó a Nueva York para ver a Kate y finalmente le reveló que su nombre real es Walden Schmidt y que él es realmente un multimillonario. Kate estaba molesta con él al principio porque le mintió, pero lo perdonó poco después al darse cuenta de que él era realmente la persona que donó el dinero, no Alan. Él le dijo que podían hablar de ello cuando vuelvan a Los Ángeles, pero ella dijo que debido a lo que ha hecho por ella, ahora podría tener un futuro en la ciudad de Nueva York. Walden  se dio cuenta de que realmente no pensó las cosas. Kate le dijo Walden que tendrían que pensar las cosas, pero Walden declaró que la amaba. Kate dijo que era Sam Wilson al que ella amaba, pero no estaba segura sobre Walden Schmidt, y le dijo que necesitaba tiempo para procesar esta gran nueva información. Semanas más tarde, Kate regresó a Los Ángeles por negocios con un cheque por $ 100,000 para pagar a Walden devuelta, porque ella ha conseguido un nuevo socio comercial e inversor. Walden rogó a Kate para otra oportunidad y se reconcilian, tratando de hacer que su relación funcione, pero sus horarios de trabajo parecían mantenerlos separados. Walden dijo que su vida en común era mucho más fácil cuando eran pobres. Kate fue vista por última vez en una limusina, saliendo de China con su nuevo socio comercial e inversor, que resultó ser Rose; el motivo real de Rose para convertirse en socio de negocios de Kate es mantener a Kate y Walden separados. Kate, sin darse cuenta de la historia de Rose con Walden, dijo a Rose que está loca por Walden. Rose dijo que ella ha estado allí.

### Nicole
Nicole es una chica que solía trabajar para Walden antes de que él la despidiera. Se tropieza con él un día y le dice acerca de una idea que ha estado trabajando. Walden se interesa por lo que se encuentran y después de la negociación a corto terminan trabajando juntos, ahora con Nicole como jefe. Desde el principio hay tensión sexual por todo el lugar, pero Nicole no quiere mezclar relación con el trabajo. Pero Walden no se utiliza para obtener las órdenes y después de rechazar uno termina despedido. Poco después se besa Nicole y más tarde la invita a salir a cenar. Después de escuchar ninguna de ella se decide establecer una cena delante del garaje de Nicole en la que trabajan juntos. Después corta la persuasión Nicole está de acuerdo en dar a Walden otra oportunidad en la empresa. La tensión está creciendo y se inventó para leer la mente de la herramienta, que finalmente terminan en la cama. Después de convertirse en cada vez más paranoico que ella lo engañaba después de cancelar sus fechas, Walden y Barry la siguen y la encuentran hablando con un hombre a quien revela ser un empleado de Google que le ofrece un trabajo. Walden intenta convencerla de quedarse y convertirse en Google, en lugar de trabajar para ellos. Ella decide tomar la oferta de trabajo afirmando que ella y Walden se acaba la diversión.

### Otros
- Judith Harper-Melnick. Él y Judith se besan cuando él empieza a llorar sobre Bridget, ella lo consuela y se besan. Más tarde le pide a Herb crecer la barba.
- Courtney Leopold. Ella se encuentra con Walden y los dos tienen sexo la mayor parte del tiempo que están juntos, se revela como una estafadora cuando Bridget paga que se vaya.
- Danny. doppelganger de Bridget, que es una lesbiana.
- Evelyn Harper. Después de que Alan le advierte que ella es un puma, termina durmiendo con Walden. Los dos parecen ignorar que esto hubiera pasado. En cualquier caso, Walden considera Evelyn (así como Alan, Jake, y Jenny) para ser parte de su familia.
- Jennifer. La vecina de Zoey que él intenta hasta la fecha después de un malentendido con Zoey. Jake, sin embargo, logra seducirla (bajo la falsa impresión de que era la misma edad que ella) y los dos más tarde llegar a tener relaciones sexuales.
- Jill. Una mujer Walden recoge en Pavlov después Zoey rechaza su propuesta. Al tener relaciones sexuales él sigue viendo la cara de Zoey, a continuación, Bridget y la cara de su madre y luego se ve Michael Bolton cara 's.
- Whitney. Una actriz que contrata Walden para ser su novia, pero termina enamorándose de ella, pero se revela que es gay.
- Shari. Una rica mujer mayor, quien cree que él es pobre cuando conducía el coche de Alan que te lo arreglen. Él se convierte en su toyboy.
- Stacy. Un caliente de 22 años de edad, que sólo quiere tener relaciones sexuales con Walden, pero él está más interesado en su abuela.
- Jenny . La sobrina de Alan, en la que tiene una atracción menor. También participaron en una orgía alcohólica juntos.
- Berta. Su ama de llaves, que se utiliza para la lujuria por él cuando se conocieron. Con el tiempo se recuperó de su amor platónico, pero todavía se hacen pases sutiles a él en alguna ocasión. Ella también estaba en la orgía.
- Jill. Una joven inteligente que trabaja en Disney World como Cenicienta. Ella comparte muchos intereses con Walden, más notablemente la astronomía. Lindsey arruina su fecha, sin embargo. Más tarde se la encuentra con Jeff Probst, amor el rival de Walden.
- Vivian (Mila Kunis): Ella es una joven de espíritu libre errante que impresiona a Walden y le cree ser "el uno".
- Ms McMartin: es la trabajadora social que ayuda a Walden con la adopción de un niño, primero fue novia de Alan, pero se da cuenta de que tiene mucho más en común con Walden y se enamora de él.